# Niphona parallela
Niphona parallela es una especie de escarabajo longicornio del género Niphona, tribu Pteropliini, familia Cerambycidae. Fue descrita científicamente por White en 1858.
Se distribuye por Camboya, China, India, Laos, Malasia, Birmania, Nepal, Sri Lanka, Taiwán y Vietnam. Mide 9-19 milímetros de longitud. El período de vuelo ocurre en los meses de enero, febrero, marzo, abril, mayo, junio, noviembre y diciembre.